# Kübassaare maastikukaitseala
Kübassaare maastikukaitseala ist ein Landschaftsschutzgebiet, dem keine IUCN-Kategorie zugeordnet wurde, im Osten der größten estnischen Insel Saaremaa. Es besteht seit 2005 und bedeckt eine Fläche von etwa 5,1 Quadratkilometern.

## Geografie
Das Schutzgebiet bedeckt den Großteil der Halbinsel Kübassaare poolsaar, die Insel Udriku laid und die drei kleineren Inseln Turnalaid, Põiksäär und komplette Küstenlinie von Kungla bis nach Kübassaare und die Gewässer inklusive der Inseln davor, außer die Inseln Udriku laid, Pihlalaid, Põiksäär und Turnalaid und Pihlalaid.